# Batowice Lubańskie
Batowice Lubańskie – przystanek osobowy we Włosieniu, w powiecie lubańskim; w województwie dolnośląskim, w Polsce. Ma bezpośrednie połączenia do Wrocławia, Jeleniej Góry, Zielonej Góry, Węglińca oraz Lubania Śląskiego. Przystanek powstał w 1947 roku.
Od 12 grudnia 2021 przystanek na żądanie.

## Ruch pasażerski
| Rok  | Wymiana pasażerska na dobę |
| ---- | -------------------------- |
| 2017 | 10-19                      |
| 2022 | 0-9                        |